# ヨウ素酸銅(II)
ヨウ素酸銅(II)（ヨウそさんどう に、英 copper(II) iodate）は銅のヨウ素酸塩で、二価のもののみが知られている。

## 製法
硝酸銅溶液にヨウ素酸を加えた溶液から一水和物の結晶が得られる。
{\displaystyle {\ce {Cu^{2+}\ +2HIO3\ +H2O->Cu(IO3)2\cdot H2O\ +2H^{+}}}}

## 性質
一水和物は240℃で脱水し、無水物となる。無水物は加熱すると融解せずに分解する。希硫酸、希硝酸に可溶だが、熱水やエタノールには不溶。アンモニア水には錯体を形成して溶解する。
{\displaystyle {\ce {Cu(IO3)2\ + 4NH3 ->\ [Cu(NH3)4]^{2+}\ + 2IO3^-}}}
水に対する溶解度は小さく、溶解度積は以下の通りである。
{\displaystyle {\ce {Cu(IO3)2\cdot H2O\ \rightleftarrows \ Cu^{2}+(aq)\ +2IO3^{-}(aq)\ +H2O\ }}}, {\displaystyle K{\rm {{sp}=1.4\times 10^{-7}}}}